# クィントゥス・ファビウス・マクシムス (紀元前213年の執政官)
クィントゥス・ファビウス・マクシムス（ラテン語: Quintus Fabius Maximus、生没年不詳）は紀元前3世紀後期の共和政ローマの政治家・軍人。紀元前213年に執政官（コンスル）を務めた。

## 出自
パトリキ（貴族）であるファビウス氏族の出身。ファビウス氏族はローマのパトリキ（貴族）の中でも最も著名で影響力のある氏族の一つである。後の資料ではファビウス氏の先祖はヘーラクレースとニュンペーであるとされている。もともとの氏族名はフォウィウス、ファウィウスまたはフォディウスであり、ファビウス氏族によって栽培が始められたソラマメ（ファヴァ）に由来するといわれる。さらに面白い説では、ラテン語で「穴を掘る」という意味の「fovae」を起源とし、これはファビウス氏族が狼を捕らえるために穴を掘っていたためとされる。但し、T. Wisemanはこの説を「面白いが事実ではないだろう」としている。
マクシムスの父は、「ローマの楯」と呼ばれたクィントゥス・ファビウス・マクシムス・ウェッルコスス・クンクタートルである。マクシムスには、資料には記録されていない兄弟がいたと推定される。
また、同名の息子がいたが、早い時期に死亡している。

## 経歴
マクシムスが最初に歴史に登場するのは紀元前217年のことで、父マクシムス・ウェッルコススが独裁官（ディクタトル）に就任し、ハンニバルとの苦しい戦いを続けていたときのことである。マクシムスは父の「ローマの古い美徳」を示す二つのエピソ－ドに登場する。捕虜の身代金支払いに関して元老院の決断が遅れているとき、マクシムスは父の命令に従ってローマに戻り、家族の不動産を売却することによって市民の負担を軽減した。もう一度は、マクシムスが父に対して、少数の兵を犠牲にして有利な位置を確保することを提案したとき、父は「お前はその少数の中には加わりたくはあるまい」と答えたというものである。
紀元前216年、マクシムスは執政官ルキウス・アエミリウス・パウッルスとガイウス・テレンティウス・ウァロが率いる軍の、第一軍団のトリブヌス・ミリトゥムを勤めた。ローマ軍はカンナエの戦いに大敗するが、マクシムスはカヌシウム（現在のカノーザ・ディ・プーリア）に脱出できた一人であった。生存者の中にはプブリウス・コルネリウス・スキピオ（後のアフリカヌス）とアッピウス・クラウディウス・プルケルも含まれていた。
紀元前215年、父は三度目の執政官に就任したが、マクシムスも上級按察官（アエディリス・クルリス）に就任した。翌紀元前214年、父は四度目の執政官を務めるが、マクシムスは法務官（プラエトル）に就任し、アプリア（現在のプッリャ州）のルケラ（現在のルチェーラ）付近で2個軍団の指揮をとった。マクシムスがアクカを占領したことが知られている。紀元前213年には執政官に就任し、アプリアにおけるローマ主力軍の指揮をとった。このような早い昇進（3年間に3つの重要な官職を務める）は、当時としては稀有のことであった。現代の研究者は、これは彼自身の能力というより、父の政治的重要性によると考えている。
ティトゥス・リウィウスは、このとき父マクシムス・ウェッルコススがマクシムスの軍のレガトゥス（副官）を務めたと記している。プルタルコスによれば、レガトゥスである父が近づいてくるのを見たマクシムスは、リクトル（護衛）を介して「任務のために来たのであれば下馬すべきである」と伝えさせた。父はそれに従っただけでなく、その態度を賞賛した。しかし現代の歴史家は、マクシムス・ウェッルコススはこのときローマにいた可能性が高かったと考えている。
マクシムスの作戦の成功例の一つはアルピ（en）を奪回したことである。雨の夜にマクシムスの兵士たちは防御する敵軍兵士がいないことを見て城壁をよじ登って市内に突入した。市街戦が始まると、市民たちはローマ軍を支援した。カルタゴ軍の守備兵力は5,000であったが、その中のイベリア兵1,000が降伏した。降伏条件は他のカルタゴ兵を解放するというものであったが、マクシムスはこれを守った。
その後のマクシムスに関しては、あまり重要ではないできごとに関連して、何度か触れられている程度である。紀元前212年には、占領したアルピに分遣隊を率いて留まっていた。紀元前209年、父（五度目の執政官を務めていた）の命令に従って、エトルリアからシキリア属州に部隊を輸送している。紀元前208年、マルクス・クラウディウス・マルケッルスが戦死した後、ウェヌシア（現在のヴェノーザ）で一時的に彼の軍の指揮を引き継いだ。最後の記録は紀元前207年のもので、執政官マルクス・リウィウス・サリナトルのレガトゥスを務めており、ローマに戻って元老院に対して、ガリア・キサルピナから軍を撤退させる旨を報告している。
マクシムスは父の面前で死去したとされており、したがって紀元前207年から紀元前203年（父の死亡年）の間のことである。父は「一人の人間としてまたよき父として大きな悲しみにくれた」。また父が主催した葬儀での演説は、後に出版されている。マルクス・トゥッリウス・キケロはその著作『大カト・老年について』で、大カトの口を通じて、この演説は「誰もが知っていた」と述べているが、おそらくはキケロ自身もこれを読んでいたと思われる。

## 参考資料

### 古代の資料
- プルタルコス『対比列伝』
- ティトゥス・リウィウス『ローマ建国史』
- セクストゥス・ユリウス・フロンティヌス『戦術論』
- カッシウス・ディオ『ローマ史』
- シリウス・イタリクス『ポエニ戦争』
- マルクス・トゥッリウス・キケロ『大カト・老年について』

### 研究書
- Rodionov E. "Punic Wars" - St. Petersburg. : SPbGU, 2005. - 626 p. - ISBN 5-288-03650-0 .
- Broughton R. "Magistrates of the Roman Republic" - New York, 1951. - Vol. 1. - P. 600.
- Münzer F. "Fabii Maximi" // Paulys Realencyclopädie der classischen Altertumswissenschaft . 1909. Bd. VI, 2. - S. 1776-1778.
- Münzer F. "Fabius 103" // Paulys Realencyclopädie der classischen Altertumswissenschaft . 1909. Bd. VI, 2. - S. 1789-1790.
- Münzer F. "Fabius 116" // Paulys Realencyclopädie der classischen Altertumswissenschaft . 1909. Bd. VI, 2. - S. 1814-1830.
- Wiseman T. "Legendary Genealogies in Late-Republican Rome" // G & R. - 1974. - Vol. 21, No. 2 . - P. 153-164.